# Pataha (Washington)
Pataha es un área no incorporada ubicada en el condado de Garfield en el estado estadounidense de Washington.

## Geografía
Pataha se encuentra ubicado en las coordenadas 46°47′28″N 117°53′56″O / 46.79111, -117.89889.